# الأزهرية
الأزهرية هي بلدية و مقر دائرة الأزهرية من بولاية تيسمسيلت. و تتكون من ثلاث بلديات هي: الأزهرية, بوقايد, الأربعاء. تقع على الطريق الوطني رقم 19 بين الشلف (43 كم) و تيسمسيلت (70 كم), كانت تسمى في الماضي عين للو في عرش بني بوخنوس.